# Adobe Shockwave
Adobe Shockwave (voorheen Macromedia Shockwave en MacroMind Shockwave) is een stopgezet softwareproduct om projecten gecompileerd in Adobe Director op Microsoft Windows of Apple Macintosh te draaien.

## Geschiedenis

### MacroMind
MacroMind ontwikkelde het pakket "VideoWorks" waarmee men op een Apple Macintosh zwart/wit-animaties kon maken. Het pakket werd in 1987 hernoemd naar Director. In 1988 werd de scripttaal Lingo toegevoegd. Er verscheen van Director nog een versie voor Microsoft Windows.
Het probleem was dat "Director" platformafhankelijk is. Director compileerde het project in de assembly van het doelsysteem. MacroMind loste dat probleem op met Shockwave: een soort game engine.
Een volgende versie van Director compileerde een project met daarin de Shockwave-toepassing in verwerkt. Wanneer de gebruiker zijn toepassing start, start eenvoudig uitgelegd de Shockwave-engine op waarin de uiteindelijke toepassing draait.

### Macromedia
In 1992 fuseerde MacroMind met Authorware Inc.. Daardoor werden beide bedrijven hernoemd naar Macromedia. Het nieuwe bedrijf realiseerde dat internet de toekomst was. Macromedia bracht in 1995 een nieuwe versie van Director uit. Daarbij ontwikkelden ze "Shockwave Player": een plug-in voor Netscape Navigator. Daarmee kon men in Netscape Navigator eender welke Director-applicatie draaien.
Macromedia Director werd de defacto ontwikkeltool binnen de multimedia-industrie: interactieve presentaties, avonturenspellen, educatieve software.
In 1996 kocht Macromedia het bedrijf FutureWave Software. Zij hadden het product "FutureSplash" waaruit Macromedia Flash ontstond.
Macromedia Director 8.5 kwam uit in 2001 en richtte zich tot de computerspelindustrie.

### Adobe
Macromedia werd opgekocht door Adobe Systems in 2005. Toen was al duidelijk dat veel ontwikkelbedrijven Adobe Flash verkozen boven Shockwave.
In 2007 werd Adobe Director 11 uitgebracht met support voor DirectX 9 en AGEIA PhysX, panel docking, QuickTime 7, Windows Media, RealPlayer support, Adobe Flash CS3 integratie en Unicode support.
Met de verdere ontwikkelling en mogelijkheden van Flash Player en Adobe AIR besefte Adobe dat het Director-product overbodig werd. Daar Shockwave ontwikkeld werd als aanvulling van Director, werd ook ShockWave overbodig.
In april 2019 werd de ontwikkeling van Shockwave stopgezet.